# Bejt Chananja
Bejt Chananja (hebrejsky בֵּית חֲנַנְיָה‎, doslova „Chananjův dům“, v oficiálním přepisu do angličtiny Bet Hananya, přepisováno též Beit Hanania) je vesnice typu mošav v Izraeli, v Haifském distriktu, v Oblastní radě Chof ha-Karmel.

## Geografie
Leží v nadmořské výšce 12 metrů v hustě osídlené a zemědělsky intenzivně využívané pobřežní nížině. Východně od obce probíhá vádí Nachal Taninim, podél západní strany obce je to vádí Nachal Ada, které do Nachal Taninim pak ústí od jihu. Severně od vesnice vystupuje z jinak zcela ploché krajiny pahorek Tel Mevorach. Severovýchodně odtud se z pobřežní nížiny prudce zvedá výšina Ramat ha-Nadiv s vrchem Chotem ha-Karmel coby nejzazší jihozápadní výběžek pohoří Karmel. Na východ odtud vybíhá hluboko do vnitrozemí z pobřežní nížiny údolí Bik'at ha-Nadiv.
Obec se nachází cca 3 kilometry od břehů Středozemního moře, cca 52 kilometrů severoseverovýchodně od centra Tel Avivu, cca 32 kilometrů jihojihozápadně od centra Haify a 10 kilometrů severně od města Chadera. Bejt Chananja obývají Židé, přičemž osídlení v tomto regionu je převážně židovské. Ovšem 2 kilometry severozápadně od mošavu stojí město Džisr az-Zarka osídlené izraelskými Araby.
Bejt Chananja je na dopravní síť napojen pomocí dálnice číslo 4. Severně od vesnice z ní odbočuje lokální silnice číslo 6531 směřující k pobřeží.

## Dějiny
Mošav Bejt Chananja byl založen v roce 1950 v do té doby bažinaté pobřežní oblasti. Zakladateli obce byli židovští přistěhovalci z východní Evropy. Pojmenována byla podle ředitele Palestinského židovského kolonizačního sdružení v Izraeli Chananji Gottlieba.
V 90. letech 20. století prošla vesnice stavební expanzí o novou čtvrť obývanou rodinami, které se již nezabývají zemědělstvím. Místní ekonomika je ovšem stále zčásti na zemědělství založena. Děti z místních rodin dojíždějí do základní školy ve vesnici Ma'agan Micha'el.
Poblíž vesnice se nacházejí zbytky antického akvaduktu.

## Demografie
Podle údajů z roku 2014 tvořili naprostou většinu obyvatel v Bejt Chananja Židé (včetně statistické kategorie "ostatní", která zahrnuje nearabské obyvatele židovského původu ale bez formální příslušnosti k židovskému náboženství).
Jde o menší sídlo vesnického typu s dlouhodobě výrazně rostoucí populací. K 31. prosinci 2014 zde žilo 877 lidí. Během roku 2014 populace stoupla o 2,2 %.
| Rok            | 1961 | 1972 | 1983 | 1995 | 2001 | 2003 | 2004 | 2005 | 2006 | 2007 | 2008 | 2009 | 2010 | 2011 | 2012 | 2013 | 2014 |
| -------------- | ---- | ---- | ---- | ---- | ---- | ---- | ---- | ---- | ---- | ---- | ---- | ---- | ---- | ---- | ---- | ---- | ---- |
| Počet obyvatel | 283  | 262  | 228  | 313  | 518  | 568  | 607  | 656  | 687  | 711  | 710  | 777  | 803  | 810  | 819  | 858  | 877  |